# 3186 Manuilova
3186 Manuilova è un asteroide della fascia principale. Scoperto nel 1973, presenta un'orbita caratterizzata da un semiasse maggiore pari a 3,1093543 UA e da un'eccentricità di 0,1756345, inclinata di 0,79898° rispetto all'eclittica.
L'asteroide è dedicato alla scultrice sovietica Olga Maksimilianovna Manuilova.